# Chiasmocleis shudikarensis
Espèce
Statut de conservation UICN

 LC  : Préoccupation mineure
Chiasmocleis shudikarensis est une espèce d'amphibiens de la famille des Microhylidae.

## Répartition
Cette espèce se rencontre au Brésil, au Guyana, en Guyane et au Suriname. Elle se rencontre jusqu'à 200 m d'altitude,.
Il s'agit du Microhylidae le plus commun de Guyane. La présence de cette espèce se remarque essentiellement durant la saison de reproduction mais s'avère plus discrète le reste du temps. Chiasmocleis shudikerensis est une des espèces caractéristique de reproductions explosives. Lors des fortes pluies qui suivent une période sèche, des milliers d'individus peuvent se rassembler autour d'une même mare. 

## Description
Chiasmocleis shudikarensis mesure environ 25 mm. Sa face dorsale est gris foncé avec une tache irrégulière noire au niveau de l'aine.

## Étymologie
Son nom d'espèce, composé de shudikar et du suffixe latin -ensis, « qui vit dans, qui habite », lui a été donné en référence au lieu de sa découverte, Shudikar-wau, en Guyane britannique sur les rives de l'Essequibo, non loin de la frontière brésilienne.

## Publication originale
- Dunn, 1949 : Notes on South American frogs of the family Microhylidae. American Museum Novitates, no 1419, p. 1-21, (texte intégral).